# هوت رود (واقي ذكري)

علبة من هوت رود الواقي الذكري تباع في الولايات المتحدة

هوت رود الواقي الذكري (بالإنجليزية: Hot Rod Condoms)‏ هو مجموعة من الواقيات الذكرية تم تصنيعها وتوزيعها من قبل الشركات كينين ومقرها الولايات المتحدة، المحدودة وقد تم إطلاق العلامة التجارية في عام 1994 من قبل مؤسس ورئيس جون كينين.
في أكتوبر 2002، قدم هوت رود الواقي الذكري الواقي الذكري في رحلة بسرعة القضيب، والواقي الذكري الأول مع قضيب المدمج في أن يتم تسويقها في مختلف أنحاء العالم. قضيب براءة اختراع يسهل وضع الواقي الذكري على بسرعة وسهولة. وكانت هذه أيضا واحدة من أول الواقي الذكري «الجدة» لمواجهة الولايات المتحدة إدارة الغذاء والدواء معايير للوقاية من الأمراض وسائل منع الحمل.